# Nancy Burne
Nancy Burne (23 de dezembro de 1912 – 25 de março de 1954) foi uma atriz britânica da era do cinema mudo.

## Filmografia selecionada
- Facing the Music (1933)
- Song at Eventide (1934)
- Dandy Dick (1935)
- Once a Thief (1935)
- Old Roses (1935)
- It Happened in Paris (1935)
- Reasonable Doubt (1936)
- A Wife or Two (1936)
- Royal Eagle (1936)
- Skylarks (1936)
- Knights for a Day (1937)
- Thunder in the City (1937)
- John Halifax (1938)
- Flying Fifty-Five (1939)